# Luiz Marques
Luiz Cesar Marques Filho (São Paulo, 1952) é um historiador de arte e professor universitário brasileiro, considerado um dos maiores especialistas em história da arte italiana dos séculos XV e XVI neste país. Foi curador-chefe do Museu de Arte de São Paulo e diretor do Instituto de História da Arte desse mesmo museu. Juntamente com os professores Jorge Coli e Nelson Aguilar é um dos fundadores do programa de pós-graduação em História da Arte da Universidade Estadual de Campinas, onde atualmente exerce o cargo de professor de História Medieval e Moderna, no Instituto de Filosofia e Ciências Humanas. É também editor e consultor da revista História Viva e atualmente  exerce o cargo de professor Senior de Humanidades e Ambientalismo na Ilum - Escola de Ciência do CNPEM (Centro Nacional de Pesquisa em Energias e Materiais), onde continua a promover o desenvolvimento acadêmico e a pesquisa interdisciplinar.

## Biografia
Graduado em Ciências Sociais pela Universidade Estadual de Campinas (Unicamp), concluiu o mestrado em Sociologia da Arte pela École des Hautes Études en Sciences Sociales (EHESS), em Paris, em 1978. Doutorou-se em História da Arte pela Universidade de Paris IV (Paris-Sorbonne), em 1984, tendo por orientador o professor Galienne Francastel. Em 1985 concluiu o Pós-doutorado pelo Institut Français de Florence, na Itália.
Atuou como analista do Centro Nacional de Pesquisa Científica da França entre 1983 e 1986. Assumiu o cargo de curador-chefe do Museu de Arte de São Paulo (MASP) em 1995, substituindo Fábio Magalhães. Nessa função, organizou as exposições comemorativas dos cinquentenário do museu, como Arte italiana em coleções brasileiras e Claude Monet, esta última, responsável por um recorde de público à época, atraindo quase 700 mil visitantes. Fundou também a Escola de Arte do MASP e foi diretor do Instituto de História da Arte deste mesmo museu.
Afastou-se do MASP em 1997, para voltar à Unicamp, continuando, no entanto, a prestar serviços de consultoria para o museu e chefiando a curadoria de algumas exposições nos anos seguintes. Por ocasião da crise financeira e institucional do MASP, agravada após o roubo de obras de Picasso e Portinari, lançou uma campanha virtual, intitulada S.O.S. Masp, um abaixo-assinado pedindo a intervenção do Estado na gestão da instituição. A iniciativa de Marques ganhou apoio de personalidades importantes do meio artístico brasileiro e internacional, como Régis-Michel, curador do Museu do Louvre, registrando aproximadamente 3000 assinaturas.

### Obras
Escreveu ou colaborou em centenas de artigos e dezenas livros, publicados no Brasil, na Itália e na França. Foi organizador do Catálogo do Museu de Arte de São Paulo, publicado em 1998, com análises das obras do acervo. Dentre suas outras publicações, podem se destacar La Peinture du Duecento en Italie Centrale (Paris, 1987), Degas e o Movimento (São Paulo, 1999), Dipingere la Musica. Strumenti in posa nell´arte del Cinque e Seicento (Milão, 2000). Mais recentemente, organizou A Constituição da Tradição Clássica, lançado em 2004. e publicou A Fábrica do Antigo, em 2008.